# Porphyrinia virginea
Porphyrinia virginea är en fjärilsart som beskrevs av Achille Guenée 1852. Porphyrinia virginea ingår i släktet Porphyrinia och familjen nattflyn. Inga underarter finns listade i Catalogue of Life.